# Gran Premio motociclistico di Germania 1986
Il Gran Premio motociclistico di Germania fu il terzo appuntamento del motomondiale 1986.
Nell'alternanza dei circuiti utilizzati, quest'anno si svolse al Nürburgring il 25 maggio 1986 e corsero tutte le classi in singolo, oltre ai sidecar.
Le vittorie furono di Eddie Lawson in classe 500, Carlos Lavado in classe 250, Luca Cadalora in classe 125, Manuel Herreros in classe 80 mentre tra i sidecar si impose l'equipaggio Egbert Streuer/Bernard Schnieders.

## Classe 500
Seconda vittoria stagionale consecutiva per lo statunitense Eddie Lawson che ha preceduto l'australiano Wayne Gardner e l'altro statunitense Mike Baldwin. Il campione mondiale in carica, Freddie Spencer, pur essendo presente non è stato in grado di prendere il via; in questo modo Lawson è in testa alla classifica provvisoria davanti a Baldwin e Gardner. Incidente con frattura al piede per il francese Christian Sarron.

### Arrivati al traguardo
| Pos. | Pilota              | Moto   | Tempo    | Griglia | Punti |
| ---- | ------------------- | ------ | -------- | ------- | ----- |
| 1    | Eddie Lawson        | Yamaha | 52.11.45 | 1       | 15    |
| 2    | Wayne Gardner       | Honda  | 52.24.35 | 2       | 12    |
| 3    | Mike Baldwin        | Yamaha | 52.24.85 | 4       | 10    |
| 4    | Robert McElnea      | Yamaha | 52.40.46 | 3       | 8     |
| 5    | Didier de Radiguès  | Honda  | 52.47.23 | 7       | 6     |
| 6    | Randy Mamola        | Yamaha | 53.03.32 | 6       | 5     |
| 7    | Raymond Roche       | Honda  | 53.34.10 | 8       | 4     |
| 8    | Ron Haslam          | ELF    | 53.38.19 | 10      | 3     |
| 9    | Gustav Reiner       | Honda  | 53.38.52 | 11      | 2     |
| 10   | Dave Petersen       | Suzuki | 53.38.94 | 12      | 1     |
| 11   | Manfred Fischer     | Honda  | 1 giro   | 17      |       |
| 12   | Paul Lewis          | Suzuki | 1 giro   | 13      |       |
| 13   | Boet van Dulmen     | Honda  | 1 giro   | 15      |       |
| 14   | Fabio Biliotti      | Honda  | 1 giro   | 18      |       |
| 15   | Henk van der Mark   | Honda  | 1 giro   | 16      |       |
| 16   | Pierfrancesco Chili | Suzuki | 1 giro   | 14      |       |
| 17   | Wolfgang von Muralt | Suzuki | 1 giro   | 26      |       |
| 18   | Simon Buckmaster    | Honda  | 1 giro   | 23      |       |
| 19   | Gerald Fischer      | Honda  | 1 giro   | 29      |       |
| 20   | Rob Punt            | Honda  | 2 giri   | 24      |       |
| 21   | Georg Jung          | Honda  | 2 giri   | 25      |       |
| 22   | Maarten Duyzers     | Suzuki | 2 giri   | 27      |       |
| 23   | Bernd Steif         | Honda  | 2 giri   | 32      |       |
| 24   | Andreas Leuthe      | Honda  | 2 giri   | 31      |       |
| 25   | Thomas Lange        | Suzuki | 2 giri   | 28      |       |
| 26   | Dietmar Mayer       | Honda  | 2 giri   | 34      |       |
| 27   | Josef Doppler       | Suzuki | 2 giri   | 35      |       |
| 28   | Helmut Schütz       | Honda  | 2 giri   | 36      |       |
| 29   | Philippe Robinet    | Honda  | 4 giri   | 38      |       |

### Ritirati
| Pilota           | Moto   | Motivo | Griglia |
| ---------------- | ------ | ------ | ------- |
| Christian Sarron | Yamaha |        | 5       |
| Mile Pajic       | Honda  |        | 19      |
| Bohumil Staša    | Honda  |        | 37      |
| Rolf Aljes       | Honda  |        | 30      |
| Pavol Dekanek    | Suzuki |        | 33      |
| Eero Hyvärinen   | Honda  |        | 20      |
| Marco Gentile    | Fior   |        | 21      |
| Vincenzo Cascino | Suzuki |        | 39      |
| Friedhelm Weber  | Honda  |        | 40      |
| Juan Garriga     | Cagiva |        | 9       |

## Classe 250
Secondo successo stagionale per il venezuelano Carlos Lavado che capeggia anche la classifica provvisoria; ai posti successivi, sia nella gara che nella classifica iridata, i tedeschi Anton Mang e Martin Wimmer.

### Arrivati al traguardo
| Pos. | Pilota               | Moto        | Tempo    | Griglia | Punti |
| ---- | -------------------- | ----------- | -------- | ------- | ----- |
| 1    | Carlos Lavado        | Yamaha      | 45.03.00 | 1       | 15    |
| 2    | Anton Mang           | Honda       | 45.13.62 | 2       | 12    |
| 3    | Martin Wimmer        | Yamaha      | 45.13.94 | 3       | 10    |
| 4    | Jean-François Baldé  | Honda       | 45.32.16 | 11      | 8     |
| 5    | Fausto Ricci         | Honda       | 45.33.35 | 23      | 6     |
| 6    | Pierre Bolle         | Parisienne  | 45.33.69 | 9       | 5     |
| 7    | Jacques Cornu        | Honda       | 45.38.89 | 5       | 4     |
| 8    | Donnie McLeod        | Armstrong   | 45.41.00 | 4       | 3     |
| 9    | Tadahiko Taira       | Yamaha      | 45.53.52 | 7       | 2     |
| 10   | Alan Carter          | Cobas-Rotax | 45.55.64 | 8       | 1     |
| 11   | Dominique Sarron     | Honda       | 45.56.00 | 10      |       |
| 12   | Jean Foray           | Yamaha      | 46.01.76 | 17      |       |
| 13   | Carlos Cardús        | Honda       | 46.05.10 | 12      |       |
| 14   | Siegfried Minich     | Honda       | 46.10.12 | 18      |       |
| 15   | Stefano Caracchi     | Aprilia     | 46.15.98 | 20      |       |
| 16   | Ian Newton           | Armstrong   | 46.16.32 | 33      |       |
| 17   | Harald Eckl          | Honda       | 46.16.58 | 21      |       |
| 18   | Stéphane Mertens     | Yamaha      | 46.17.01 | 22      |       |
| 19   | Jean-Michel Mattioli | Yamaha      | 46.20.14 | 13      |       |
| 20   | Herbert Hauf         | Honda       | 46.21.48 | 34      |       |
| 21   | Maurizio Vitali      | Garelli     | 46.29.10 | 36      |       |
| 22   | Roland Freymond      | Yamaha      | 46.29.51 | 19      |       |
| 23   | Brent Jones          | Yamaha      | 46.30.24 | 31      |       |
| 24   | Virginio Ferrari     | Honda       | 46.33.21 | 29      |       |
| 25   | Antonio Neto         | Yamaha      | 46.35.78 | 25      |       |
| 26   | Hans Lindner         | Rotax       | 46.43.41 | 15      |       |
| 27   | Herbert Besendörfer  | Yamaha      | 46.43.87 | 24      |       |
| 28   | Josef Hutter         | Bartol      | 46.44.46 | 27      |       |
| 29   | René Delaby          | Rotax       | 46.48.53 | 32      |       |
| 30   | Bruno Bonhuil        | Honda       | 46.55.40 | 39      |       |
| 31   | Jochen Schmid        | Yamaha      | 1 giro   | 40      |       |
| 32   | Andy Watts           | EMC-Rotax   | 1 giro   | 30      |       |
| 33   | Gary Noel            | EMC-Rotax   | 1 giro   | 38      |       |

### Ritirati
| Pilota               | Moto    | Motivo | Griglia |
| -------------------- | ------- | ------ | ------- |
| Sito Pons            | Honda   |        | 6       |
| Jean-Louis Tournadre | Yamaha  |        | 14      |
| Reinhold Roth        | Honda   |        | 16      |
| Antonio Garcia       | Cobas   |        | 37      |
| Manfred Herweh       | Aprilia |        | 26      |
| Michel Simeon        | Yamaha  |        | 28      |
| Michael Lederer      | Rotax   |        | 35      |

### Non partito
| Pilota          | Moto   | Motivo | Griglia |
| --------------- | ------ | ------ | ------- |
| Mario Rademeyer | Yamaha |        |         |

## Classe 125
Prima vittoria nel motomondiale per l'italiano Luca Cadalora che ha preceduto il compagno di squadra in Garelli e connazionale Fausto Gresini; al terzo posto un altro italiano, Ezio Gianola.
La classifica iridata vede gli stessi tre piloti in testa, con Gresini che precede Cadalora e Gianola.

### Arrivati al traguardo
| Pos. | Pilota                 | Moto    | Tempo    | Griglia | Punti |
| ---- | ---------------------- | ------- | -------- | ------- | ----- |
| 1    | Luca Cadalora          | Garelli | 43.34.77 | 1       | 15    |
| 2    | Fausto Gresini         | Garelli | 43.47.14 | 2       | 12    |
| 3    | Ezio Gianola           | MBA     | 44.01.60 | 4       | 10    |
| 4    | Bruno Kneubühler       | MBA     | 44.11.26 | 7       | 8     |
| 5    | Thierry Feuz           | MBA     | 44.29.07 | 8       | 6     |
| 6    | Willy Pérez            | Zanella | 44.32.59 | 16      | 5     |
| 7    | Olivier Liégeois       | Assmex  | 44.36.99 | 12      | 4     |
| 8    | Paolo Casoli           | MBA     | 44.37.91 | 11      | 3     |
| 9    | Johnny Wickström       | Tunturi | 44.38.92 | 14      | 2     |
| 10   | Alfred Waibel          | Real    | 44.45.56 | 10      | 1     |
| 11   | Pier Paolo Bianchi     | MBA     | 44.46.61 | 9       |       |
| 12   | Thomas Møller-Pedersen | MBA     | 45.06.79 | 17      |       |
| 13   | Robin Appleyard        | MBA     | 45.13.36 | 29      |       |
| 14   | Jussi Hautaniemi       | MBA     | 45.20.00 | 36      |       |
| 15   | Steve Mason            | MBA     | 45.20.25 | 27      |       |
| 16   | Patrick Daudier        | MBA     | 45.20.69 | 20      |       |
| 17   | Adi Stadler            | MBA     | 45.20.88 | 21      |       |
| 18   | Håkan Olsson           | MBA     | 1 giro   | 31      |       |
| 19   | Norbert Peschke        | MBA     | 1 giro   | 26      |       |
| 20   | Mike Leitner           | MBA     | 1 giro   | 19      |       |
| 21   | Manuel Hernández       | MBA     | 1 giro   | 23      |       |
| 22   | Jacques Hutteau        | MBA     | 1 giro   | 28      |       |
| 23   | Klaus Huber            | MBA     | 1 giro   | 30      |       |
| 24   | Jan Eggens             | EGA     | 1 giro   | 37      |       |
| 25   | August Auinger         | MBA     | 1 giro   | 6       |       |
| 26   | Ernst Himmelsbach      | MBA     | 1 giro   | 33      |       |
| 27   | Andrés Sánchez         | Ducados | 1 giro   | 22      |       |

### Ritirati
| Pilota             | Moto    | Motivo | Griglia |
| ------------------ | ------- | ------ | ------- |
| Willy Hupperich    | MBA     |        | 18      |
| Erich Zürn         | MBA     |        | 34      |
| Domenico Brigaglia | MBA     |        | 3       |
| Giuseppe Ascareggi | MBA     |        | 25      |
| Thierry Maurer     | MBA     |        | 32      |
| Lucio Pietroniro   | MBA     |        | 15      |
| Esa Kytölä         | MBA     |        | 24      |
| Peter Balaz        | MBA     |        | 39      |
| Ivan Troisi        | MBA     |        | 35      |
| Peter Sommer       | MBA     |        | 40      |
| Dirk Hafeneger     | MBA     |        | 13      |
| Heinz Litz         | MBA     |        | 38      |
| Ángel Nieto        | Ducados |        | 5       |

## Classe 80
Anche nella classe di minor cilindrata si è trattato di una prima volta: ad ottenere il primo successo nel mondiale è stato lo spagnolo Manuel Herreros, davanti allo svizzero pluri campione del mondo Stefan Dörflinger e al britannico Ian McConnachie.
Nella classifica provvisoria del campionato Herreros precede Dörflinger e l'altro spagnolo Jorge Martinez qui costretto al ritiro.

### Arrivati al traguardo
| Pos. | Pilota              | Moto    | Tempo    | Griglia | Punti |
| ---- | ------------------- | ------- | -------- | ------- | ----- |
| 1    | Manuel Herreros     | Derbi   | 36.06.81 | 6       | 15    |
| 2    | Stefan Dörflinger   | Krauser | 36.08.13 | 1       | 12    |
| 3    | Ian McConnachie     | Krauser | 36.08.72 | 4       | 10    |
| 4    | Ángel Nieto         | Derbi   | 36.17.56 | 3       | 8     |
| 5    | Gerhard Waibel      | Krauser | 36.34.57 | 9       | 6     |
| 6    | Hans Spaan          | Casal   | 36.35.53 | 5       | 5     |
| 7    | Josef Fischer       | Krauser | 36.48.33 | 18      | 4     |
| 8    | Henk van Kessel     | Krauser | 36.50.61 | 15      | 3     |
| 9    | Felix Rodríguez     | Autisa  | 37.04.23 | 14      | 2     |
| 10   | Luis Miguel Reyes   | Autisa  | 37.04.60 | 20      | 1     |
| 11   | Alex Barros         | Autisa  | 37.04.77 | 19      |       |
| 12   | Gerd Kafka          | Krauser | 37.06.27 | 16      |       |
| 13   | Michael Gschwander  | Krauser | 37.39.46 | 26      |       |
| 14   | Salvatore Milano    | Krauser | 37.39.65 | 24      |       |
| 15   | Steve Mason         | MBA     | 38.14.48 | 33      |       |
| 16   | Richard Bay         | Maico   | 1 giro   | 28      |       |
| 17   | Günter Schirnhofer  | Krauser | 1 giro   | 22      |       |
| 18   | Reinhard Koberstein | Krauser | 1 giro   | 27      |       |
| 19   | Hans Koopman        | Ziegler | 1 giro   | 32      |       |
| 20   | Chris Baert         | Seel    | 1 giro   | 40      |       |
| 21   | Herri Torrontegui   | Autisa  | 1 giro   | 37      |       |
| 22   | Jos van Dongen      | Krauser | 1 giro   | 38      |       |
| 23   | Rainer Partl        | Huvo    | 1 giro   | 39      |       |
| 24   | Raimo Lipponen      | Keifer  | 1 giro   | 36      |       |
| 25   | Bert Smit           | Casal   | 1 giro   | 23      |       |
| 26   | Aad Wijsman         | Harmsen | 1 giro   | 41      |       |

### Ritirati
| Pilota             | Moto    | Motivo | Griglia |
| ------------------ | ------- | ------ | ------- |
| Mario Stocco       | Casal   |        | 29      |
| Jarno Piepponen    | Krauser |        | 35      |
| Lionel Robert      | Krauser |        | 30      |
| René Dünki         | Krauser |        | 21      |
| Rainer Kunz        | Ziegler |        | 10      |
| Theo Timmer        | Casal   |        | 12      |
| Jorge Martinez     | Derbi   |        | 2       |
| Pier Paolo Bianchi | Seel    |        | 7       |
| Juan Bolart        | Autisa  |        | 8       |
| Domingo Gil Blanco | Autisa  |        | 13      |
| Reiner Scheidhauer | Seel    |        | 17      |
| Thomas Engl        | Krauser |        | 31      |

## Classe sidecar
Nella prima gara stagionale dei sidecar l'equipaggio campione in carica Egbert Streuer-Bernard Schnieders vince il duello con gli svizzeri Rolf Biland-Kurt Waltisperg. Salgono sul podio anche i britannici Abbott-Smith.

### Arrivati al traguardo (posizioni a punti)[5]
| Pos | Pilota          | Passeggero         | Moto          | Tempo    | Punti |
| --- | --------------- | ------------------ | ------------- | -------- | ----- |
| 1   | Egbert Streuer  | Bernard Schnieders | LCR-Yamaha    | 45'49"88 | 15    |
| 2   | Rolf Biland     | Kurt Waltisperg    | LCR-Krauser   | +5"51    | 12    |
| 3   | Steve Abbott    | Shaun Smith        | Windle-Yamaha | +42"34   | 10    |
| 4   | Alfred Zurbrügg | Martin Zurbrügg    | LCR-Yamaha    | +1'00"45 | 8     |
| 5   | Derek Jones     | Brian Ayres        | LCR-Yamaha    | +1'05"65 | 6     |
| 6   | Alain Michel    | Jean-Marc Fresc    | LCR-Yamaha    | +1'13"98 | 5     |
| 7   | Markus Egloff   | Urs Egloff         | LCR-Yamaha    | +1'14"62 | 4     |
| 8   | René Progin     | Yvan Hunziker      | Seymaz-Yamaha | +1'32"36 | 3     |
| 9   | Theo van Kempen | Geral de Haas      | LCR-Yamaha    |          | 2     |
| 10  | Mick Barton     | Fritz Buck         | LCR-Yamaha    |          | 1     |